# Chris Olivero
Christopher Anthony Olivero (* 15. Oktober 1984 in Stockton, Kalifornien) ist ein US-amerikanischer Schauspieler.

## Leben
Olivero hatte sein Schauspieldebüt in David DeCoteaus Fernsehfilm Alien Arsenal. 2003 spielte er die wiederkehrende Gastrolle des John Cardell in der Fernsehserie Boston Public. 2005 war er in der Actionserie 24 – Twenty Four als Sohn des US-amerikanischen Präsidenten zu sehen, der an Bord der Air Force One getötet wurde. Zwischen 2006 und 2009 spielte er in 43 Episoden der Mysteryserie Kyle XY den Declan McDonough.
Olivero ist seit 2006 mit der Schauspielerin Alexandra Picatto verheiratet.

## Filmografie (Auswahl)
- 1999: Noch mal mit Gefühl (Once and Again)
- 1999: Alien Arsenal – Welt in Gefahr (Alien Arsenal, Fernsehfilm)
- 2003: Boston Public
- 2003: Navy CIS (Navy NCIS: Naval Criminal Investigative Service, S01x03: Seadog, Fernsehserie)
- 2004: CSI: Miami (Fernsehserie)
- 2005: 24 (Fernsehserie)
- 2006: Ghost Whisperer – Stimmen aus dem Jenseits (Ghost Whisperer, Fernsehserie)
- 2006–2009: Kyle XY (Fernsehserie)
- 2011: Seance: The Summoning